# Abdülkadir Ömür
Abdülkadir Ömür (Çarşıbaşı, 1999. június 25. –) válogatott török labdarúgó, a Hull City középpályása.

## Pályafutása

### Klubcsapatokban
2011-ben a Trabzonspor ifjúsági csapatához került. Itt jobban tudott fejlődni, és már 13 évesen felfedezték a török válogatottnál. A török utánpótlás-válogatottban lejátszott meccsei révén nemzetközileg is érdeklődés mutatkozott rendkívüli tehetsége iránt. Fiatal korában olyan vezető nemzetközi klubokkal állt kapcsolatban, mint az Bayern München vagy a Manchester United.
A 2015–16-os téli szünetben az első csapat keretébe került, és 2016. január 12-én debütált a profik között az Adanaspor elleni kupamérkőzésen. A következő években továbbra is főleg az ifjúsági csapatokban játszott, de profi kupameccseken is szerepet kapott. Végül 2017. december 17-én az İstanbul Başakşehir elleni mérkőzésen debütált a török bajnokságban. A 2017–18-as szezonban vált az első csapat meghatározó tagjává.

### A válogatottban
Ömür 2012-ben, 13 évesen kezdte válogatott pályafutását a török U-14-es válogatottban. Ezután országában szinte az összes ifjúsági csapatban szerepelt, egészen az U-21-es együttesig.
Törökország U-16-os válogatottak számára 2015-ben megrendezte az Égei-kupát, Ömür a csapatával megnyerte a tornát. Bekerült a 2020-as labdarúgó-Európa-bajnokság keretébe.

## Statisztika

### A válogatottban
| Válogatott  | Év       | Mérk. | Gól |
| ----------- | -------- | ----- | --- |
| Törökország | 2019     | 4     | 0   |
| Törökország | 2020     | 3     | 0   |
| Törökország | 2021     | 3     | 0   |
| Törökország | 2023     | 2     | 0   |
| Törökország | 2024     | 2     | 0   |
| Összesen    | Összesen | 14    | 0   |

## Sikerei, díjai
Trabzonspor
- Török kupa: 2019–20
- Török bajnok: 2021–22
- Török szuperkupa: 2020–21, 2022–23

 U-16-os válogatott
- Égei-kupa győztese: 2015